# Gregory T. Linteris
Gregory Thomas Linteris (* 4. Oktober 1957 in Demarest, New Jersey) ist ein ehemaliger US-amerikanischer Astronaut.
Linteris erhielt 1979 einen Bachelor in Chemieingenieurwesen von der Princeton University und 1984 einen Master in Maschinenbau von der Stanford University. 1990 wurde er in Maschinenbau, Luft- und Raumfahrttechnik an der Princeton University promoviert. Er arbeitete als Forscher von 1985 bis 1990 an der Princeton University und anschließend bis 1992 bei der University of California in San Diego.
Linteris arbeitet seit 1992 als Maschinenbauingenieur bei der Materials and Product Group des National Institute of Standards and Technology (NIST).

## STS-83
Am 4. April 1997 startete Linteris als Nutzlastspezialist mit der Raumfähre Columbia ins All. Nutzlast war das Microgravity Science Laboratory (MSL-1). Aufgrund eines Problems mit einer Brennstoffzelle des Shuttles musste die Mission abgekürzt werden und die Landung erfolgte bereits nach knapp vier Tagen. Die NASA entschied, die Mission drei Monate später mit der gleichen Besatzung zu wiederholen.

## STS-94
Am 1. Juli 1997 startete die Columbia dann erneut zu der beim ersten Versuch vorzeitig abgebrochenen MSL-1-Mission. Diesmal konnten die Experimente im Microgravity Science Laboratory erfolgreich durchgeführt werden. Dazu zählten vor allem Experimente zur Erforschung der physikalischen Eigenschaften unterkühlter Flüssigkeitsgemische und der Verbrennungsprozesse an festen und flüssigen Materialien sowie zur Herstellung reiner Proteinkristalle.